# Oca
De oca (Oxalis tuberosa) is een plant uit de klaverzuringfamilie (Oxalidaceae).
Het is een overblijvende, bossige, tot 30 cm hoge, kruidachtige plant. De plant produceert tot ruim een kilo knolletjes met een witte, gele of rossige kleur. Het oppervlak van de knollen is onregelmatig gevormd.
De bladeren zijn afwisselend geplaatst, handvormig geveerd en langgesteeld. De bladeren hebben vaak een violette kleur en een zachte beharing. De bloemen groeien solitair of in kleine groepen. De kroonbladeren zijn vrijstaand en lichtgeel gekleurd. De vruchten zijn doosvruchten met meerdere kleine zaden.
De knollen hebben een zoetige smaak, maar afhankelijk van het gehalte aan oxaalzuur een licht bittere smaak. De bittere smaak kan verdwijnen door de knollen meerdere dagen in de zon te leggen, waardoor het oxaalzuur wordt omgezet in suikers. De knollen worden gekookt, gebakken, gefrituurd, zoetzuur ingelegd of rauw met suiker gegeten. De bladeren en de jonge stengels kunnen worden gekookt of rauw aan salades worden toegevoegd.
De oca is meer dan zesduizend jaar geleden gedomesticeerd in de Andes in Ecuador en Peru. De plant groeit op hoogtes tot 4000 m. De oca wordt geteeld in de bergen van Midden- en Zuid-Amerika en in Nieuw-Zeeland, en is daar de belangrijkste teelt na aardappel.
In Europa kan de plant ook geteeld worden. Al in de 19e eeuw werd er in tal van landen mee geëxperimenteerd. Het is niet gemakkelijk omdat de plant zeer vorstgevoelig is, terwijl de knolvorming pas van november af gebeurt.
... · 
O. acetosella (Witte klaverzuring) · 
O. corniculata (Gehoornde klaverzuring) · 
O. oregana · 
O. dillenii (Knobbelklaverzuring) · 
O. pes-caprae (Knikkende klaverzuring) · 
O. stricta (Stijve klaverzuring) · 
O. tuberosa (Oca) ·  
...